# 14 On Fire
14 On Fire es una gira musical de la banda The Rolling Stones, que comenzó el 21 de febrero de 2014 en Abu Dhabi. Es el tour siguiente a 50 & Counting tour, con el que celebraron los 50 años de la banda. 
Se trata de un tour muy similar a su predecesor, con el mismo diseño de escenario, lista de temas y vestuario. También Mick Taylor al igual que en la gira anterior toca con la banda en todos los shows.

## Banda
- Mick Jagger voz, guitarra, piano, armónica.
- Keith Richards guitarra, voz.
- Ron Wood guitarra.
- Charlie Watts batería.
- Mick Taylor guitarra.

## Set list
1. "Start Me Up"
2. "It's Only Rock 'n' Roll (But I Like It)"
3. "You Got Me Rocking"
4. "Tumbling Dice"
5. "Emotional Rescue"
6. "Angie"
7. "Doom and Gloom"
8. "Paint It Black"
9. "Out Of Control"
10. "Honky Tonk Women"
11. "Slipping Away"
12. "Before They Make Me Run"
13. "Can't Be Seen"
14. "Midnight Rambler"
15. "Miss You"
16. "Gimme Shelter"
17. "Jumpin' Jack Flash"
18. Bis1: "Sympathy For The Devil"
19. Bis1: "Brown Sugar"
20. Bis2: "You Can't Always Get What You Want"
21. Bis2: "(I Can't Get No) Satisfaction"

## Fechas de la gira
| Fecha                                                   | Ciudad         | País                   | Lugar                         | Apertura                    | Asistencia        | Recaudación  |
| Asia                                                    | Asia           | Asia                   | Asia                          | Asia                        | Asia              | Asia         |
| ------------------------------------------------------- | -------------- | ---------------------- | ----------------------------- | --------------------------- | ----------------- | ------------ |
| 21 de febrero de 2014                                   | Abu Dhabi      | Emiratos Árabes Unidos | du Arena                      | —                           | 30,246 / 30,246   | $6,496,663   |
| 26 dfebrero de 2014                                     | Tokio          | Japón                  | Tokyo Dome                    | —                           | 147,493 / 147,493 | $27,946,751  |
| 4 de marzo de 2014                                      | Tokio          | Japón                  | Tokyo Dome                    | —                           | 147,493 / 147,493 | $27,946,751  |
| 6 de marzo de 2014                                      | Tokio          | Japón                  | Tokyo Dome                    | —                           | 147,493 / 147,493 | $27,946,751  |
| 9 de marzo de 2014                                      | Cotai          | Macao                  | CotaiArena                    | —                           | 10,000 / 10,000   | $3,079,875   |
| 12 de marzo de 2014                                     | Shanghái       | China                  | Mercedes-Benz Arena           | —                           | 10,751 / 10,751   | $1,923,580   |
| 15 de marzo de 2014                                     | Singapur       | Singapur               | Marina Bay Sands              | —                           | 5,554 / 5,554     | $2,168,532   |
| Europa & Asia                                           |                |                        |                               |                             |                   |              |
| 26 de mayo de 2014                                      | Oslo           | Noruega                | Telenor Arena                 | BigBang                     | 22,405 / 22,405   | $5,177,648   |
| 29 de mayo de 2014 Parte del festival Rock in Rio       | Lisboa         | Portugal               | Bela Vista Park               | —                           | —                 | —            |
| 1 de junio de 2014                                      | Zúrich         | Suiza                  | Letzigrund Stadium            | The Temperance Movement     | 48,622 / 48,622   | $10,755,976  |
| 4 de junio de 2014                                      | Tel Aviv       | Israel                 | Hayarkon Park                 | Rami Fortis                 | 48,167 / 48,167   | $8,276,709   |
| 7 de junio de 2014 Parte del Festival Pinkpop           | Landgraaf      | Holanda                | Festivalterrein               | —                           | —                 | —            |
| 10 de junio de 2014                                     | Berlín         | Alemania               | Waldbühne                     | The Temperance Movement     | 21,258 / 21,258   | $4,956,893   |
| 13 de junio de 2014                                     | Paris          | Francia                | Stade de France               | The Struts                  | 76,495 / 76,495   | $10,042,426  |
| 16 de junio de 2014                                     | Vienna         | Austria                | Ernst Happel Stadium          | The Temperance Movement     | 57,708 / 57,708   | $9,333,996   |
| 19 de junio de 2014                                     | Düsseldorf     | Alemania               | Esprit Arena                  | The Temperance Movement     | 44,224 / 44,224   | $8,232,572   |
| 22 de junio de 2014                                     | Rome           | Italia                 | Circus Maximus                | John Mayer                  | 71,527 / 71,527   | $7,729,186   |
| 25 de junio de 2014                                     | Madrid         | España                 | Estadio Santiago Bernabéu     | Leiva                       | 57,416 / 57,416   | $8,350,682   |
| 28 de junio de 2014 Parte del festival TW Classic       | Werchter       | Bélgica                | Festivalpark                  | —                           | —                 | —            |
| 1 de julio de 2014                                      | Estocolmo      | Suecia                 | Tele2 Arena                   | BigBang Amanda Jenssen      | 37,009 / 37,009   | $5,383,992   |
| 3 de julio de 2014 Parte del festival Roskilde Festival | Roskilde       | Dinamarca              | Orange Canopy Stage           | —                           | —                 | —            |
| Oceania                                                 |                |                        |                               |                             |                   |              |
| 25 de octubre de 2014                                   | Adelaide       | Australia              | Adelaide Oval                 | Jimmy Barnes                | 52,910 / 52,910   | $8,906,058   |
| 29 de octubre de 2014                                   | Perth          | Australia              | Perth Arena                   | —                           | 26,923 / 26,923   | $9,808,596   |
| 1 de noviembre de 2014                                  | Perth          | Australia              | Perth Arena                   | —                           | 26,923 / 26,923   | $9,808,596   |
| 5 de noviembre de 2014                                  | Melbourne      | Australia              | Rod Laver Arena               | —                           | 12,262 / 12,262   | $4,878,329   |
| 8 de noviembre de 2014                                  | Macedon Ranges | Australia              | Hanging Rock Reserve          | —                           | —                 | —            |
| 12 de noviembre de 2014                                 | Sídney         | Australia              | Allphones Arena               | —                           | 14,255 / 14,255   | $5,557,366   |
| 15 de noviembre de 2014                                 | Hunter Valley  | Australia              | Hope Estate                   | British India The Preatures | 20,297 / 20,297   | $5,116,399   |
| 18 de noviembre de 2014                                 | Brisbane       | Australia              | Brisbane Entertainment Centre | —                           | 10,085 / 10,085   | $3,821,453   |
| 22 de noviembre de 2014                                 | Auckland       | Nueva Zelanda          | Mount Smart Stadium           | Hunters & Collectors        | 37,293 / 37,293   | $7,250,881   |
| Total                                                   | Total          | Total                  | Total                         | Total                       | 862,900 / 862,900 | $165,194,563 |